# Saubrigues

Saubrigues este o comună în departamentul Landes din sud-vestul Franței. În 2009 avea o populație de 1.356 de locuitori.

## Evoluția populației
| An        | 1975 | 1982 | 1990 | 1999  | 2006  | 2009  |
| --------- | ---- | ---- | ---- | ----- | ----- | ----- |
| Populație | 687  | 764  | 887  | 1.076 | 1.213 | 1.356 |